# Pelophylax perezi

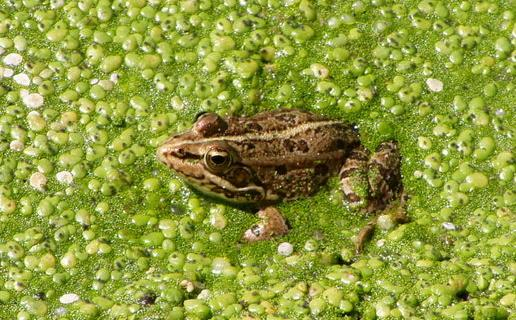
P. perezi no seu habitat mais comum.

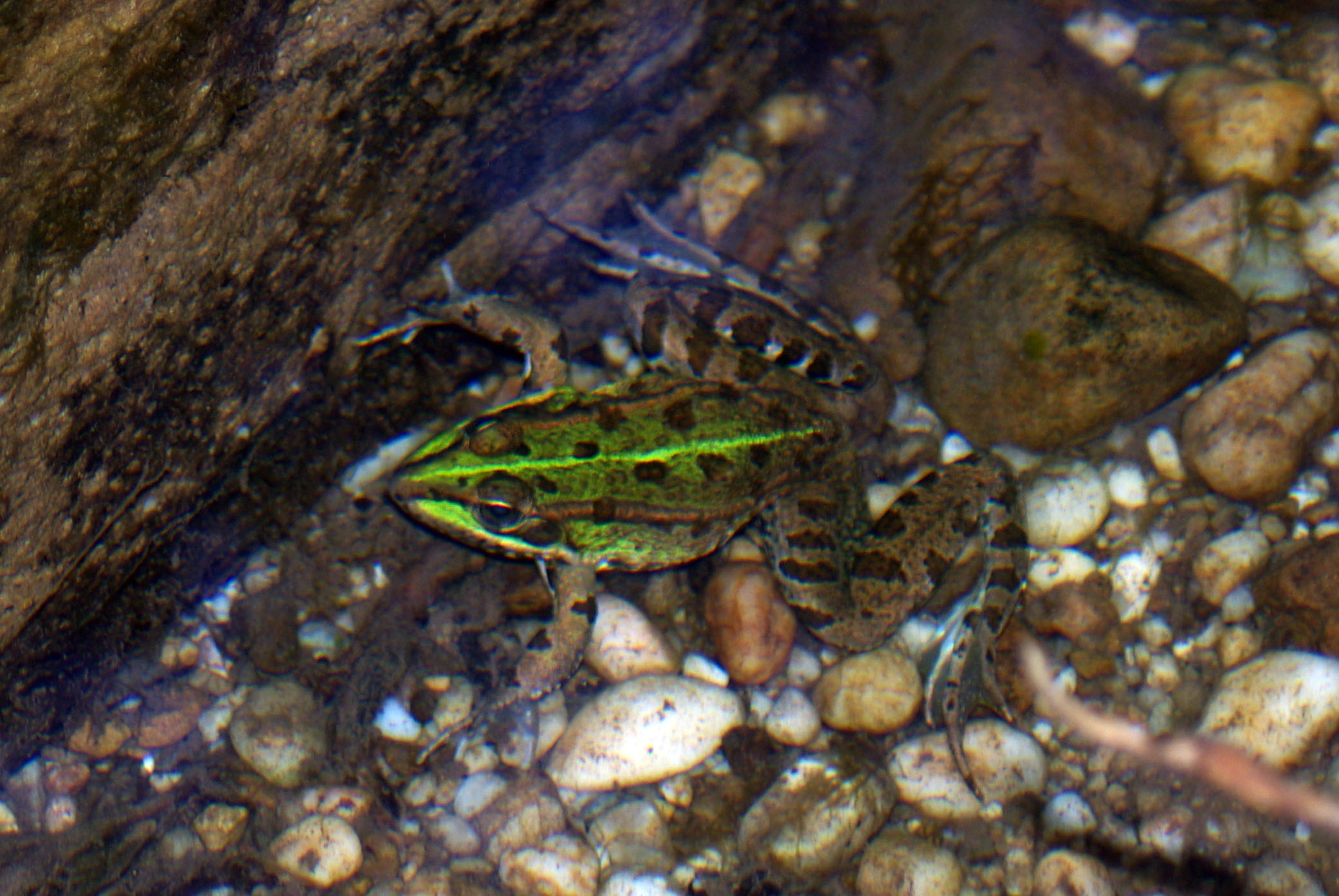
P. perezi é uma espécie estritamente aquática.

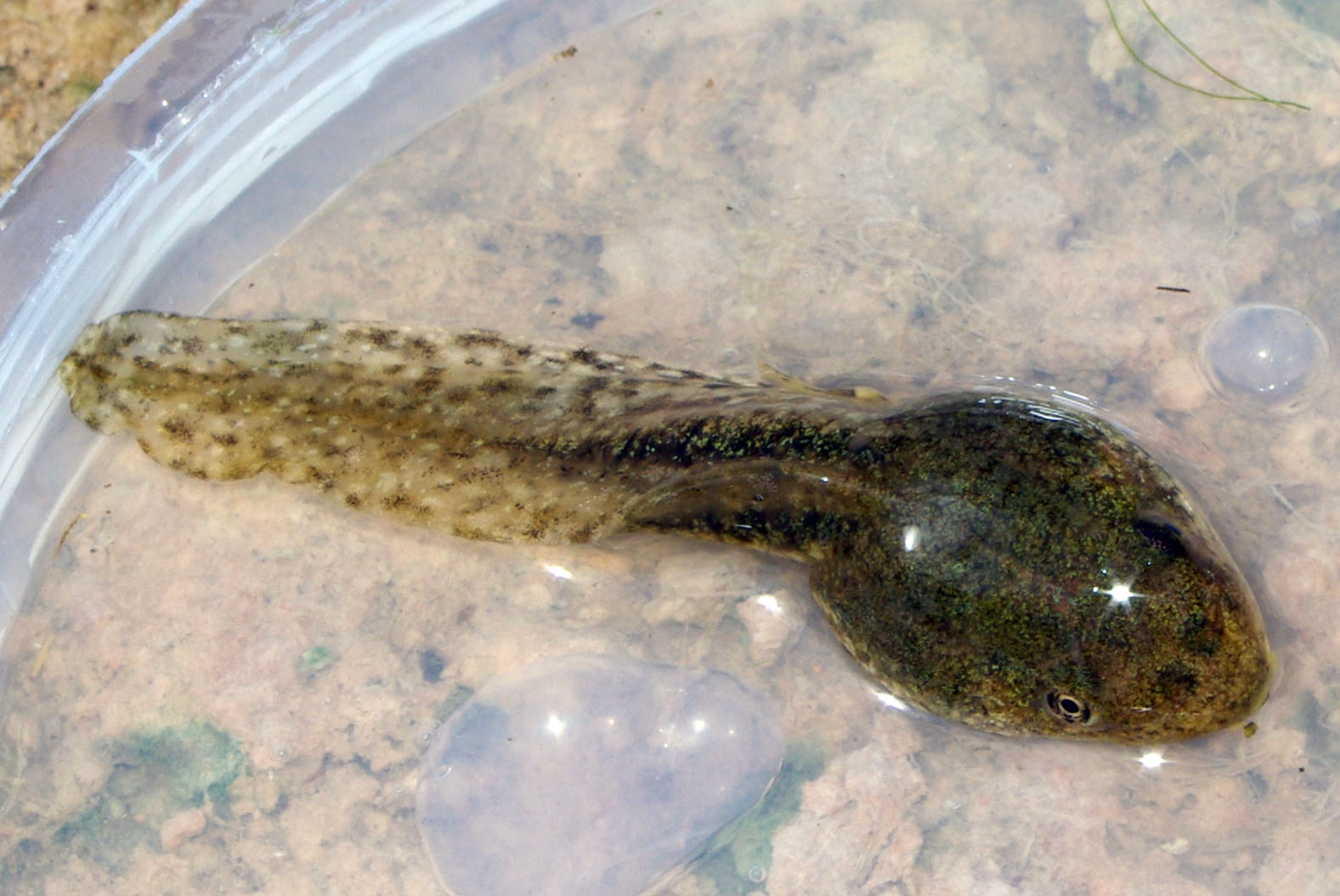
Girino na fase ápode.

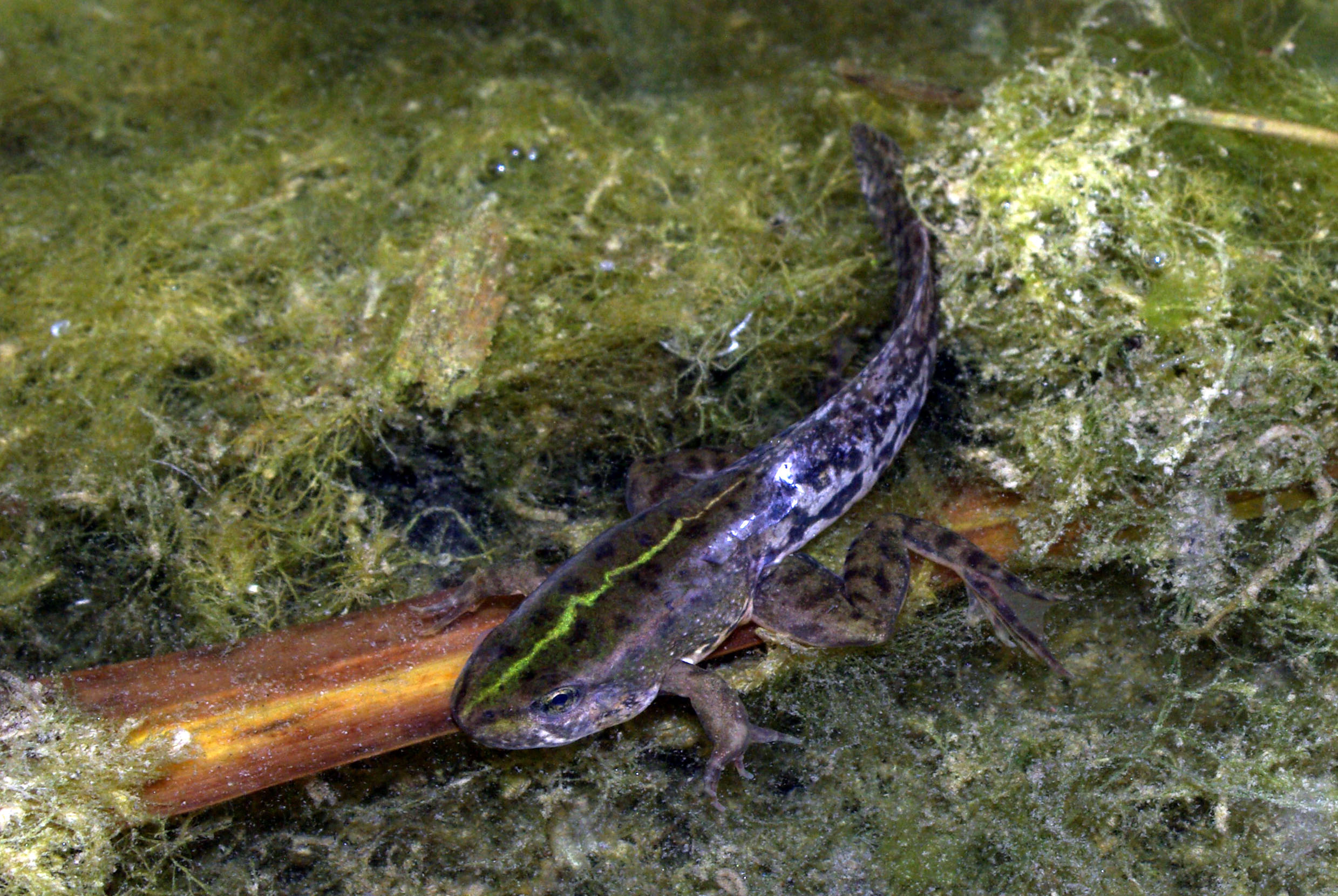
Girino na fase tetrápode.

Pelophylax perezi Seoane, 1885, frequentemente referida pelo sinónimo taxonómico Rana perezi, também conhecida pelo nome comum rã-verde, é uma espécie de anfíbio anuro pertencente à família dos Ranídeos, com distribuição natural no oeste da Europa Ocidental, desde a Península Ibérica ao Reino Unido.
Tem como habitat natural as florestas e matagais temperados e o matagal arbustivo mediterrânico onde habita rios e ribeiros, cursos de água temporários, pântanos, lagos permanentes ou temporários de água doce, pauis permanentes e temporários, margens arenosas, terrenos de cultivo e áreas urbanas.

## Nomes comuns
Dá ainda pelos seguintes nomes comuns: rã-comum e rã-verde-ibérica.

## Descrição e distribuição natural
Pelophylax perezi é uma rã de tamanho mediano a grande, corpo esguio e pernas longas, podendo as fêmeas, que são em geral mais corpulentas que os machos, alcançar os 11 cm de comprimento, embora a maioria dos espécimes não ultrapasse os 8 cm de comprimento.
Apresenta uma coloração verde a acastanhada, muito variável entre indivíduos, com manchas negras, mas com uma linha vertebral verde mais clara e sem a característica mancha temporal das rãs cinzentas. A região ventral é de coloração cinzento-esbranquiçada. O tímpano é conspícuo e as pregas glandulares dorso-laterais são moderadamente desenvolvidas, de coloração acastanhada.
Apresenta quatro dedos nas extremidades anteriores e cinco nas posteriores, unidos por membranas interdigitais muito desenvolvidas. A pupila ocular é horizontal. Os machos apresentam sacos vocais de coloração acinzentada nas comissuras da boca.
A espécie apresenta considerável longevidade, chegando a ultrapassar os seis anos de vida, embora o mais habitual seja de dois a três anos.
A espécie é endémica na Península Ibérica e no sudoeste de França, ocorrendo até aos 2400 m de altitude acima do nível médio do mar nos Pirenéus.
O limite de distribuição setentrional não é claro, tendo-se constatado a presença da espécie até aos arredores de Lyon, para leste, e até ao departamento da Vendeia, para sueste. Também se conhece mal o limite da parte central da distribuição francesa, onde se encontra pelo menos até à parte sul da bacia do rio Loire. A distribuição da espécie é esparsa no sul ibérico, não ultrapassando o estreito de Gibraltar, não ocorrendo na África continental.
A espécie foi introduzida nas ilhas Baleares (Mallorca, Menorca, Ibiza e Formentera), Canárias (excepto em El Hierro e Lanzarote). A espécie foi também introduzida nos Açores e na Madeira como animal ornamental em lagos de jardim de casas senhoriais, tendo posteriormente escapado, adaptando-se bem às condições locais. É muito comum nas massas de água doce da ilha da Madeira onde pode ser encontrada a altitudes desde o nível do mar até a pequenos charcos aos 1 600 m de altitude, passando pelos reservatórios de irrigação de culturas.
Em alguns locais da sua área de distribuição natural a espécie encontra-se ameaçada devido à perda de habitat.

## Habitat e alimentação
P. perzi é uma espécie estritamente aquática, aparecendo em todo o tipo de massas de água doce, permanentes e sazonais, embora preferindo os ambientes permanentes. É menos frequente nas massas de água fria, riachos de montanha com grandes pendentes e cursos de água sombreados por densas coberturas arbóreas.
A espécie apresenta grande plasticidade ecológica e capacidade adaptativa, ocorrendo tanto em meios lóticos (rios, riachos ou ribeiros), onde seleciona zonas com escassa corrente, como em meios lênticos (lagos, charcos, reservatórios agrícolas, barragens). Foram encontrados exemplares no interior de grutas, em fontes termais com temperaturas entre os 25 e os 30 °C e em riachos de montanha com temperaturas de 3 °C.
Nenhum factor climático parece influir isoladamente na sua distribuição, embora esteja ausente ou pouco presente em locais com altitude muito elevada. Também a qualidade da água não é fator determinante na presença desta rã, sendo o anfíbio mais resistente e com menos limitações dos que povoam a Península, podendo frequentar águas eutróficas, ocorrendo mesmo em águas com certo grau de contaminação. Estas características fazem de P. perezi uma espécie colonizadora pioneira de habitats modificados, nomeadamente em resultado de fogos florestais e poluição, e de massas de água artificiais, nomeadamente, tanques, reservatórios e canais.
Aparece em grande número de biótopos tanto da região bioclimática Mediterrânea como da Euro-siberiana, encontrando-se boas populações em lugares muito alterados pela ação humana. A sua presença apenas parece ser limitada pela ausência de água. Tolera muito bem a salinidade, existindo populações em dunas e areais costeiros com concentrações salinas de até 0,75 g/l.

A espécie alimenta-se tanto de presas terrestres como aquáticas, sendo contudo muito mais frequentes as primeiras. Fundamentalmente alimentam-se de invertebrados, sobretudo dípteros (moscas e mosquitos), coleópteros (escaravelhos) e himenópteros (abelhas, vespas e formigas). De forma ocasional pode alimentar-se de pequenos vertebrados, como peixes, aves, anfíbios e répteis. Também pode praticar o canibalismo, caçando exemplares mais pequenos e girinos.
Durante a fase de girino, alimentam-se de algas, detritos e fanerógamas do fundo, fitoplâncton e perifíton das massas de água onde crescem.
Os adultos estendem as suas zonas de alimentação às cercanias das massas de água onde habitam, mas raramente se afastando mais de 5 metros das águas onde vivem.

## Reprodução e desenvolvimento
O período reprodutor abarca o período que vai de Abril a Julho, ocorrendo principalmente em massas de água permanentes. Os adultos selecionam negativamente como habitat de reprodução ambientes com pouco recobrimento de vegetação ribeirinha. O amplexo reprodutor é axilar. Os machos alcançam a maturidade sexual aos dois anos de idade e as fêmeas ao fim de um ano. Duas formas de canto, de entre as numerosas formas que emitem os machos, foram identificadas com a atividade de atrair fêmeas. Outras formas estão relacionadas com a defesa de pequenos territórios.
As fêmeas podem desovar entre 2.000 e 7.000 ovos por estação reprodutiva, com uma média de 2.300, que aderem à vegetação e ao substrato, mas que também podem por vezes ser encontrados a flutuar na água. Emergem do ovo em cinco a oito dias e a metamorfose começa decorridas oito a doze semanas, embora alguns girinos possam passar o inverno nesse estado.
Os girinos podem crescer até aos 111 mm, mas em geral não ultrapassam os 60 a 70 mm de comprimento. O espiráculo encontra-se no lado esquerdo e o ânus abre-se no lado direito, na base da cauda. Os dentículos formam um número de filas simples, sendo a fórmula mais habitual 2(2)/3(1). A barbatana dorsal é estreita e curta, começando junto ao espiráculo. A ponta da cauda é pontiaguda. A coloração é verde ou castanho claro, com pequenas manchas escuras que são mais densas e maiores na cauda, apresentando um padrão de três linhas longitudinais escuras. A coloração ventral é esbranquiçada.
Durante o seu desenvolvimento os girinos habitam o fundo das massas de água relativamente profundas e típicas do verão, já que é este o período de reprodução da espécie. São massas de água mais pequenas, com menos cobertura vegetal, maior temperatura e menores concentrações de oxigénio dissolvido que na primavera. Quando se desenvolvem em charcos temporários tendem a habitar as zonas mais profundas e com mais vegetação submersa.

## Comportamento
Nas zonas mais frias os exemplares mais expostos apresentam uma redução da atividade metabólica invernal de duração variável, mas na maioria das zonas que ocupam a espécie mantém-se ativa durante todo o ano. São animais com atividade tanto diurna como noturna, decrescendo a sua atividade nas horas de maior insolação durante o verão.
Os exemplares subadultos ocupam com maior frequência massas de água temporárias de escassa profundidade e riachos com corrente rápida, onde não é comum encontrarem-se adultos. Os juvenis ocupam espaços menos sujeitos à presença de predadores. Partilha o habitat com outras espécies de anfíbios de hábitos terrestres quando estas acorrem às massas de água para se reproduzirem.
Quando detetam a presença de um potencial predador fogem para a água como mecanismo de defesa. Entre os predadores mais frequentes estão as aves (cegonhas e garças) e mamíferos (lontras e javalis), embora a espécie seja também predada por alguns peixes (entre os quais o lúcio e a truta-salmonada), anfíbios (sapos e canibalismo por adultos da espécie), répteis (género Natrix e outras serpentes) e crustáceos (entre os quais os lagostins).
Como a generalidade das outras rãs-verdes europeias, a espécie P.perezi apresenta um processo evolutivo raro entre os vertebrados que inclui a participação num mecanismo de especiação por hibridogénese com espécies próximas. O complexo hibridogenético assim formado inclui a P. perezi e o seu híbrido com P. ridibundus designado por rã-híbrida-de-Graf (Pelophylax kl. grafi).
P. perezi é o único anfíbio autóctone da Península Ibérica que é comercialmente explorado para utilização alimentar. A sua captura em Espanha está regulada em diversas comunidades autónomas.
A espécie está sujeita a algumas ameaças, nomeadamente:
- A perda de habitat, especialmente por secagem de massas de água, construção e edificação.
- A excessiva contaminação das águas.
- A introdução de espécies alóctones como Lithobates catesbeianus, a rão-touro-americana, procedente da criação comercial de rãs.
- A hibridação com Pelophylax ridibundus e com Pelophylax lessonae e a resultante contaminação genética. Para além disso, o híbrido de P. perezi x P. ridibundus, Pelophylax kl. grafi, pode substituir e fazer desaparecer a espécie parental, já que é muito mais fértil e viável.[8]

Algumas bases de dados e sítios na Internet mantêm como válido o nome específico de Rana perezi em lugar de Pelophylax perezi devido à generalização do seu uso.